# Comuna Valea Lungă, Alba
Valea Lungă (în maghiară Hosszúaszó, în germană Langenthal) este o comună în județul Alba, Transilvania, România, formată din satele Făget, Glogoveț, Lodroman, Lunca, Tăuni și Valea Lungă (reședința).

## Demografie
Componența etnică a comunei Valea Lungă
     Români (84,44%)
     Romi (7,61%)
     Maghiari (1,1%)
     Alte etnii (0,31%)
     Necunoscută (6,54%)
Componența confesională a comunei Valea Lungă
     Ortodocși (79,86%)
     Greco-catolici (6,68%)
     Penticostali (3,06%)
     Romano-catolici (1,1%)
     Reformați (1,03%)
     Alte religii (1,21%)
     Necunoscută (7,06%)
Conform recensământului efectuat în 2021, populația comunei Valea Lungă se ridică la 2.904 locuitori, în scădere față de recensământul anterior din 2011, când fuseseră înregistrați 2.907 locuitori. Majoritatea locuitorilor sunt români (84,44%), cu minorități de romi (7,61%) și maghiari (1,1%), iar pentru 6,54% nu se cunoaște apartenența etnică. Din punct de vedere confesional, majoritatea locuitorilor sunt ortodocși (79,86%), cu minorități de greco-catolici (6,68%), penticostali (3,06%), romano-catolici (1,1%) și reformați (1,03%), iar pentru 7,06% nu se cunoaște apartenența confesională.

## Politică și administrație
Comuna Valea Lungă este administrată de un primar și un consiliu local compus din 13 consilieri. Primarul, Dan-Florin Aldea[*], de la Alianța pentru Unirea Românilor, este în funcție din octombrie 2020. Începând cu alegerile locale din 2024, consiliul local are următoarea componență pe partide politice:
|  | Partid                          | Consilieri | Componența Consiliului | Componența Consiliului | Componența Consiliului | Componența Consiliului | Componența Consiliului | Componența Consiliului | Componența Consiliului |
|  | ------------------------------- | ---------- | ---------------------- | ---------------------- | ---------------------- | ---------------------- | ---------------------- | ---------------------- | ---------------------- |
|  | Alianța pentru Unirea Românilor | 7          |                        |                        |                        |                        |                        |                        |                        |
|  | Partidul Național Liberal       | 5          |                        |                        |                        |                        |                        |                        |                        |
|  | Partidul Social Democrat        | 1          |                        |                        |                        |                        |                        |                        |                        |

## Monumente
- Mănăstirea "Acoperământul Maicii Domnului" din satul Tăuni
- Biserica evanghelică" din satul Valea Lungă, construcție secolul al XIV-lea
- Cetatea medievală din satul Glogoveț
- Monumentul Eroilor din Valea Lungă

## Personalități
- Vasile Aaron (1770 - 1822), jurist, traducător și poet;
- Friedrich Müller-Langenthal (1884-1969), episcop al Bisericii Evanghelice de Confesiune Augustană din România;
- Vasile Aftenie (1899 - 1950), episcop, martir al credinței; fericit catolic.

## Vezi și
- Biserica evanghelică din Valea Lungă
- Biserica reformată din Valea Lungă
- Pajiștile de la Mănărade (sit de importanță comunitară inclus în rețeaua europeană Natura 2000 în România).
- Râul Târnava Mare între Copșa Mică și Mihalț (sit de importanță comunitară)

## Imagini

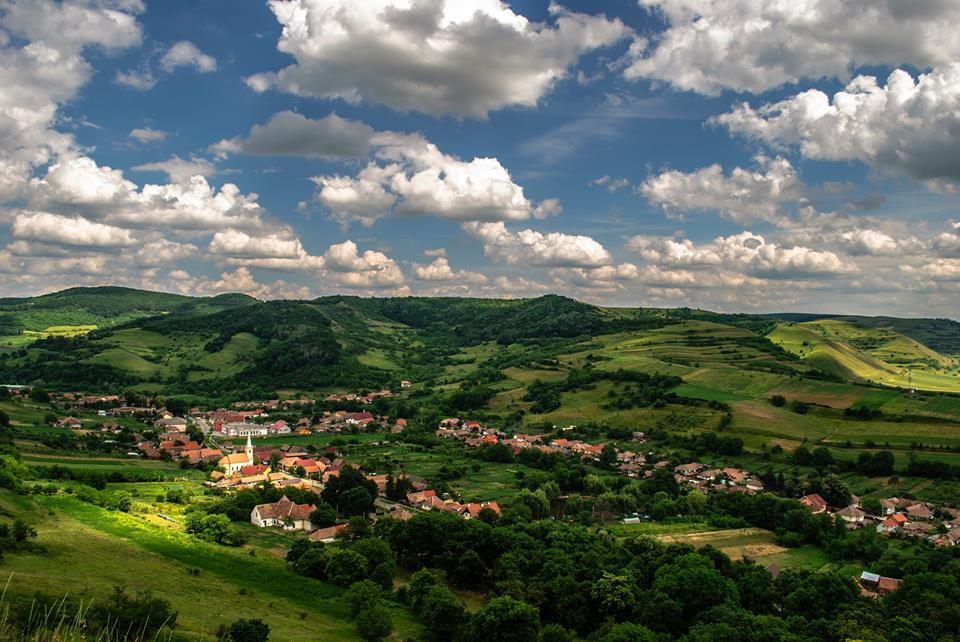
Valea Lungă
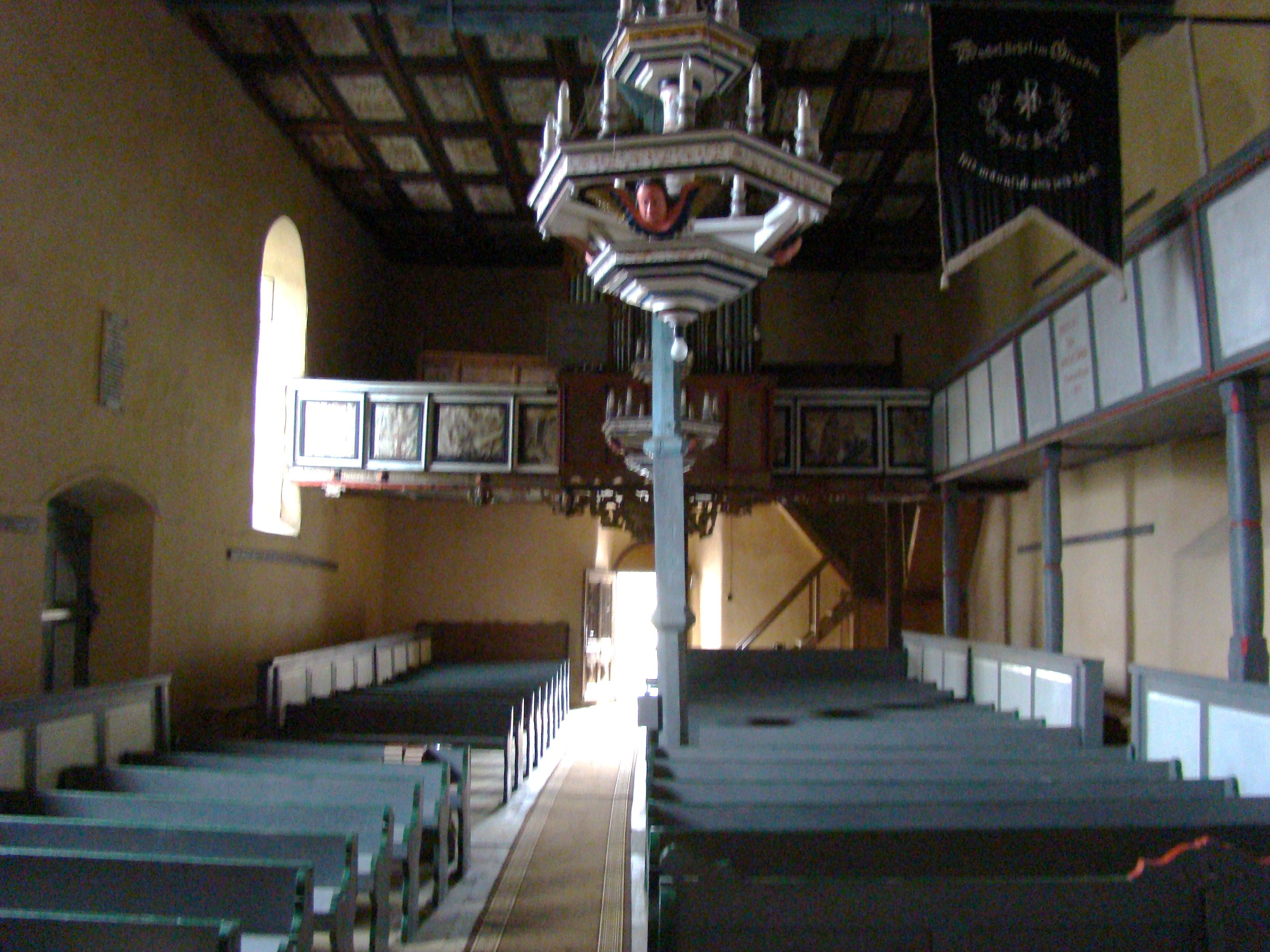
Biserica evanghelică (monument istoric)
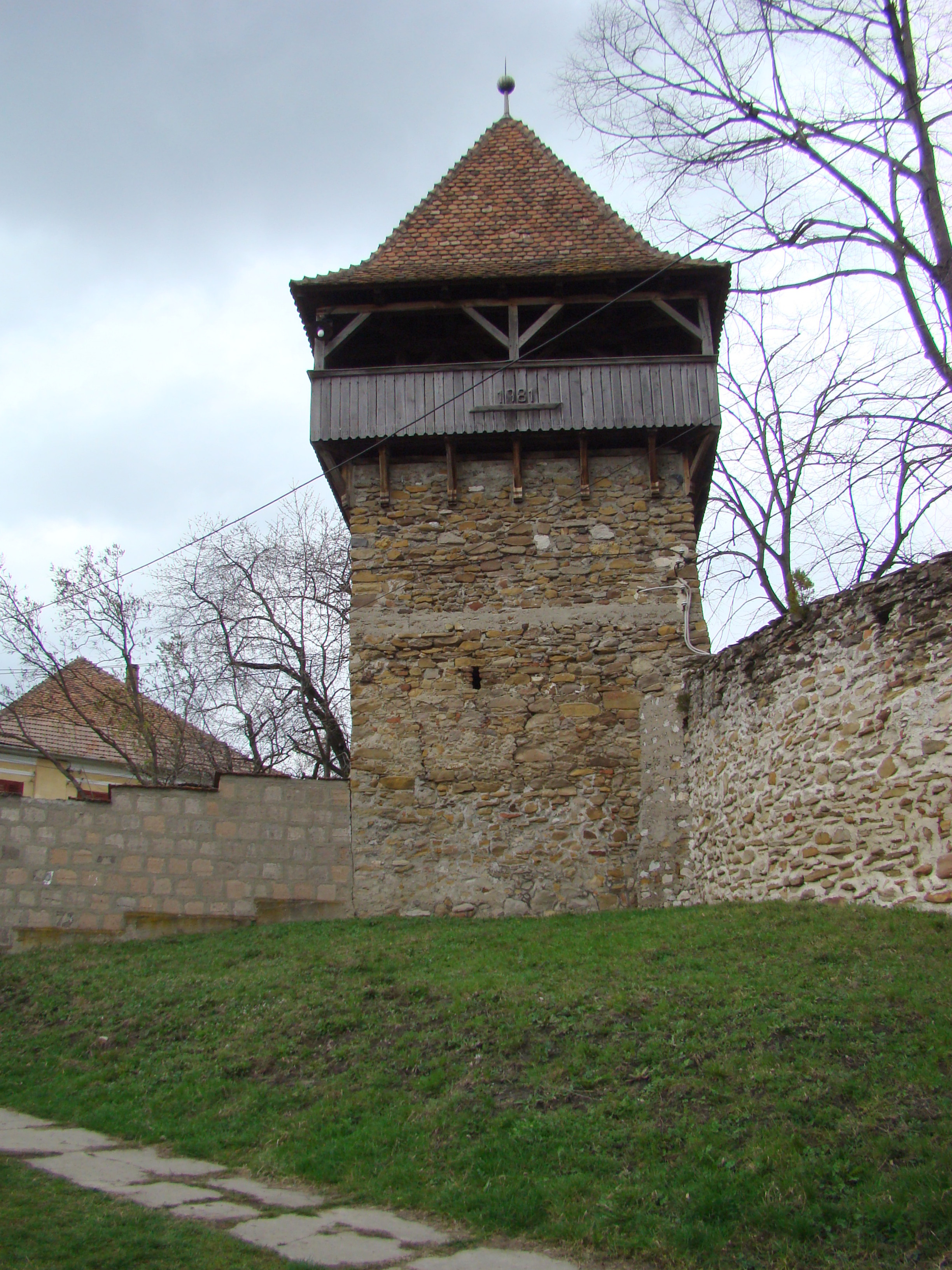
Turnul-clopotniță al bisericii evanghelice
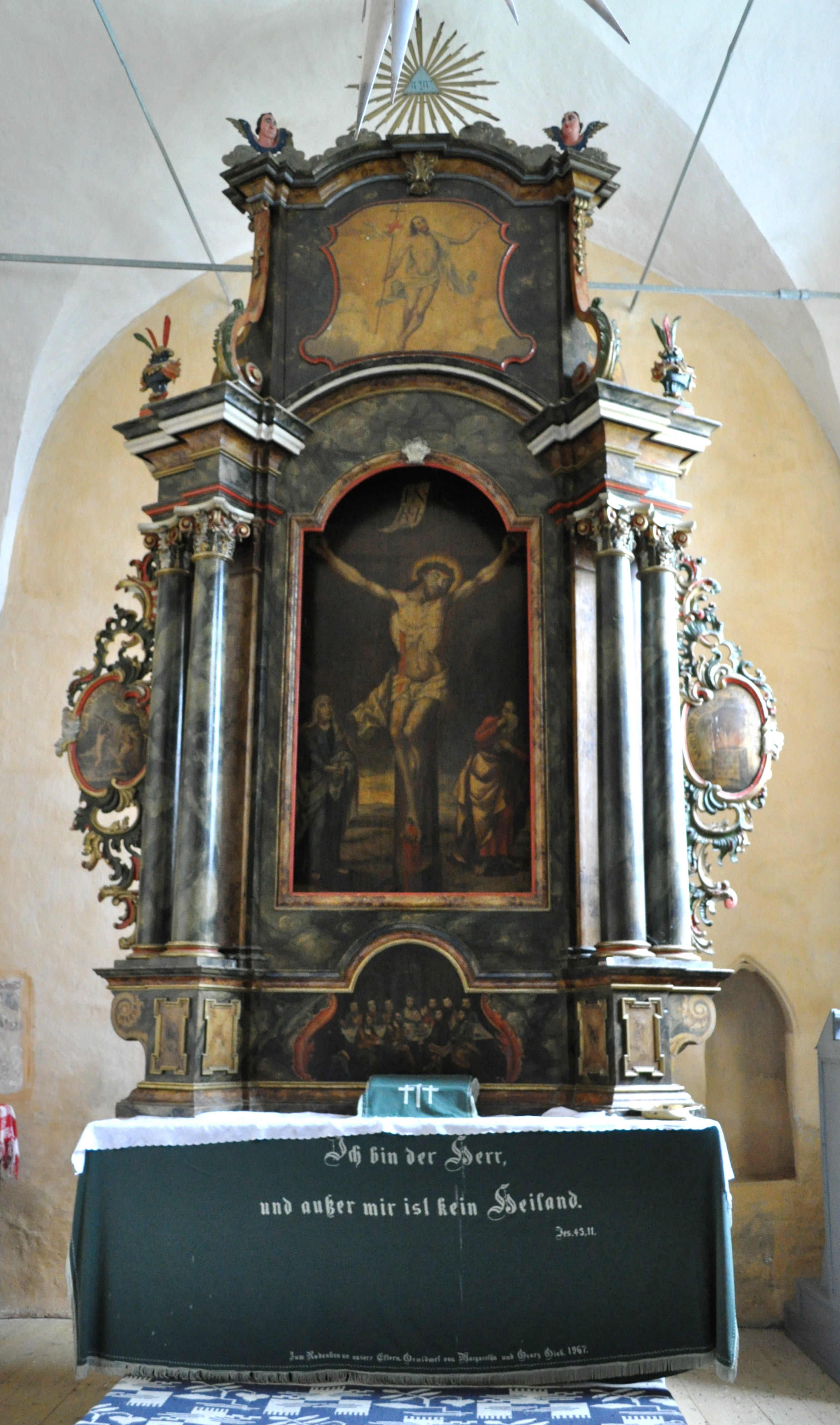
Altarul bisericii evanghelice
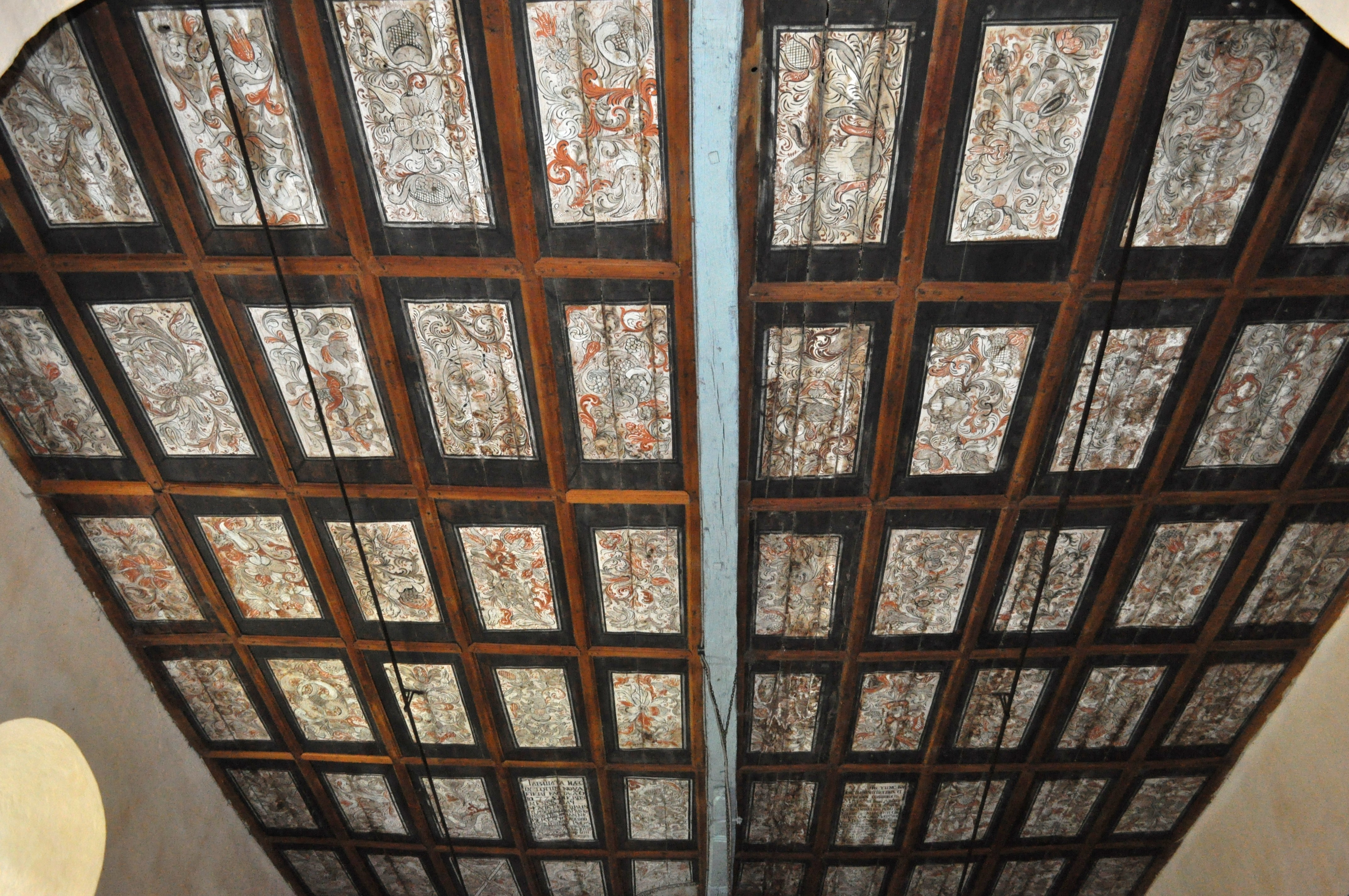
Interiorul, cu tavanul casetat
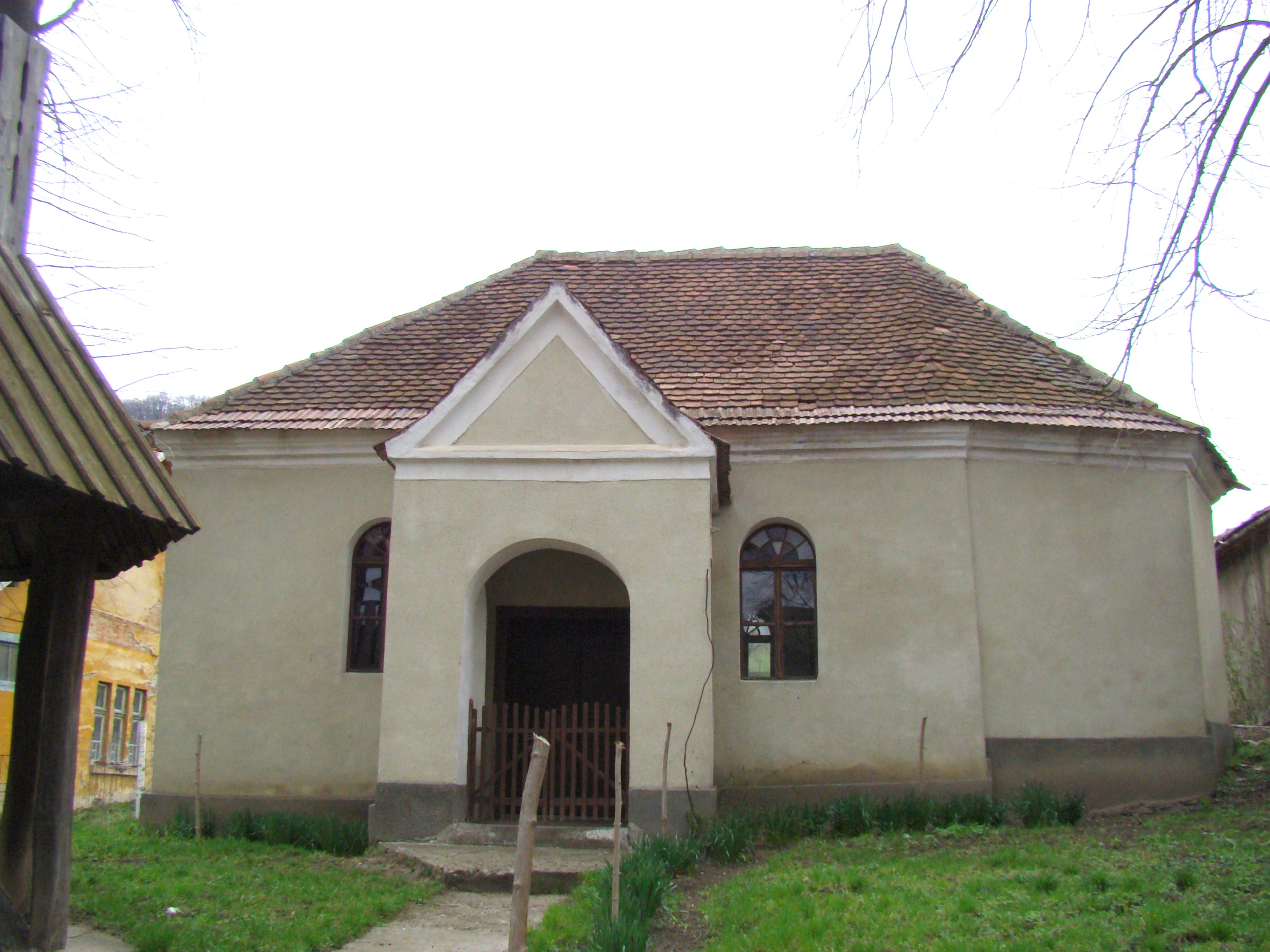
Biserica reformată (1780)
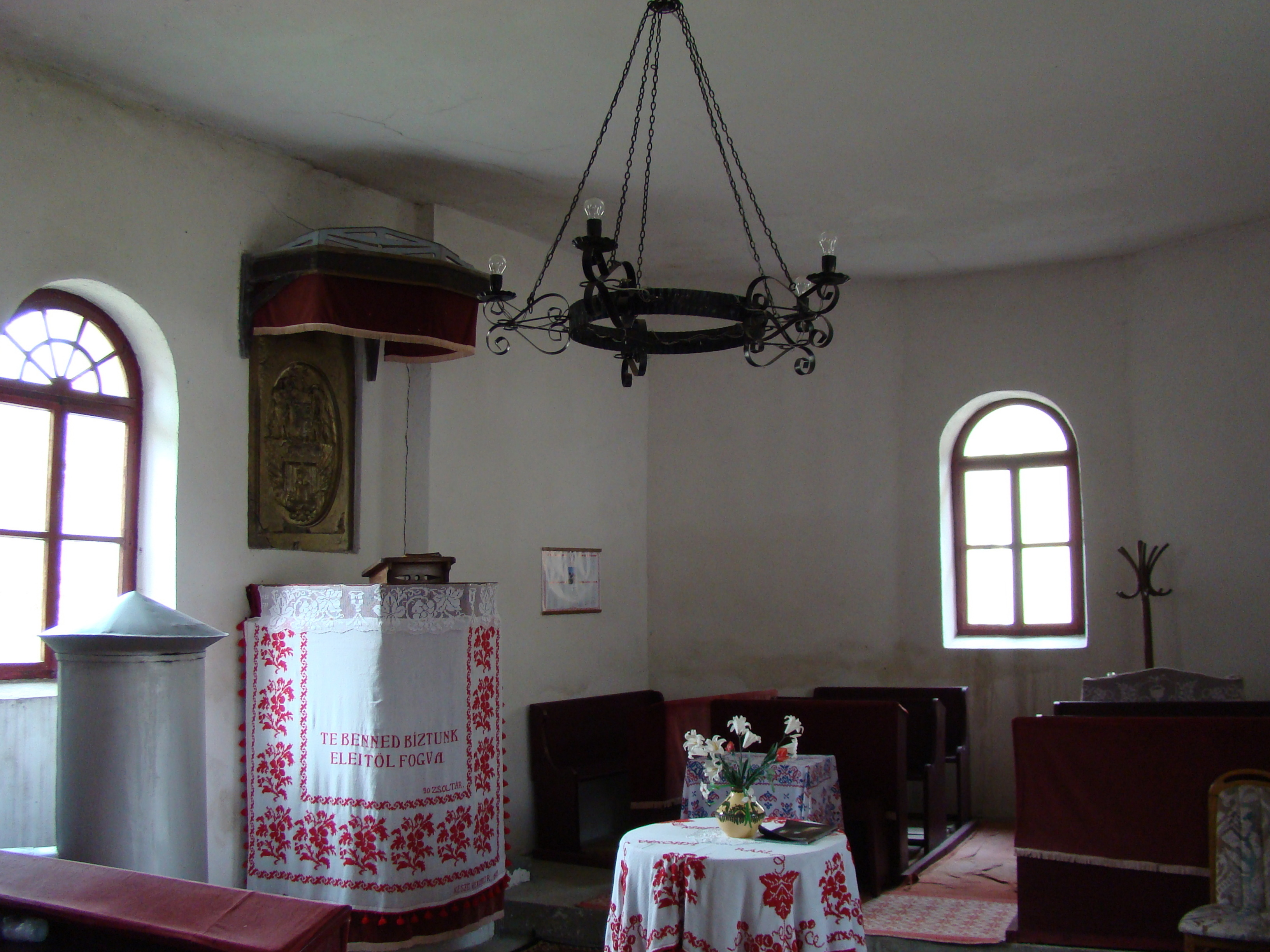
Biserica reformată (interior)
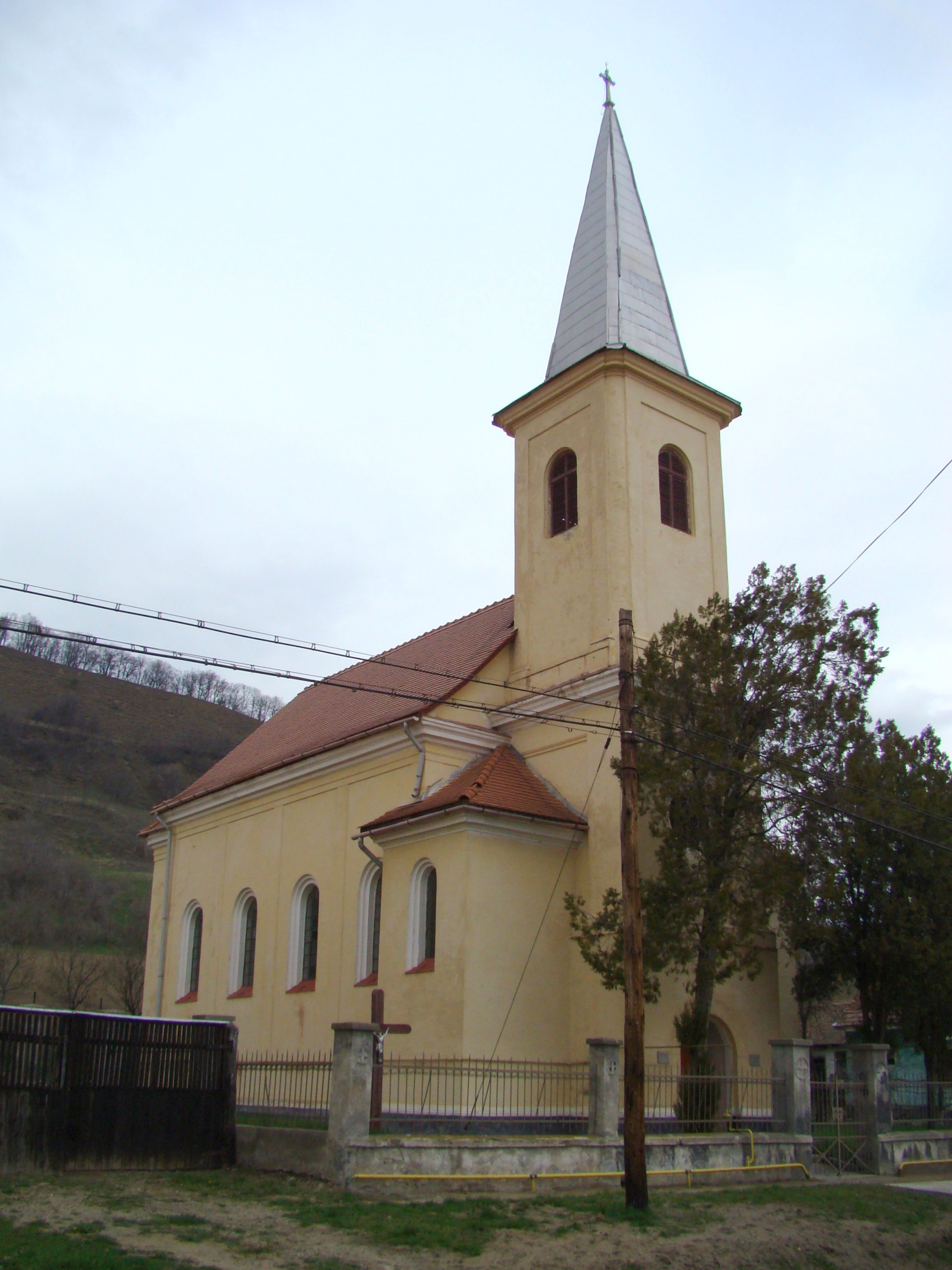
Biserica romano-catolică
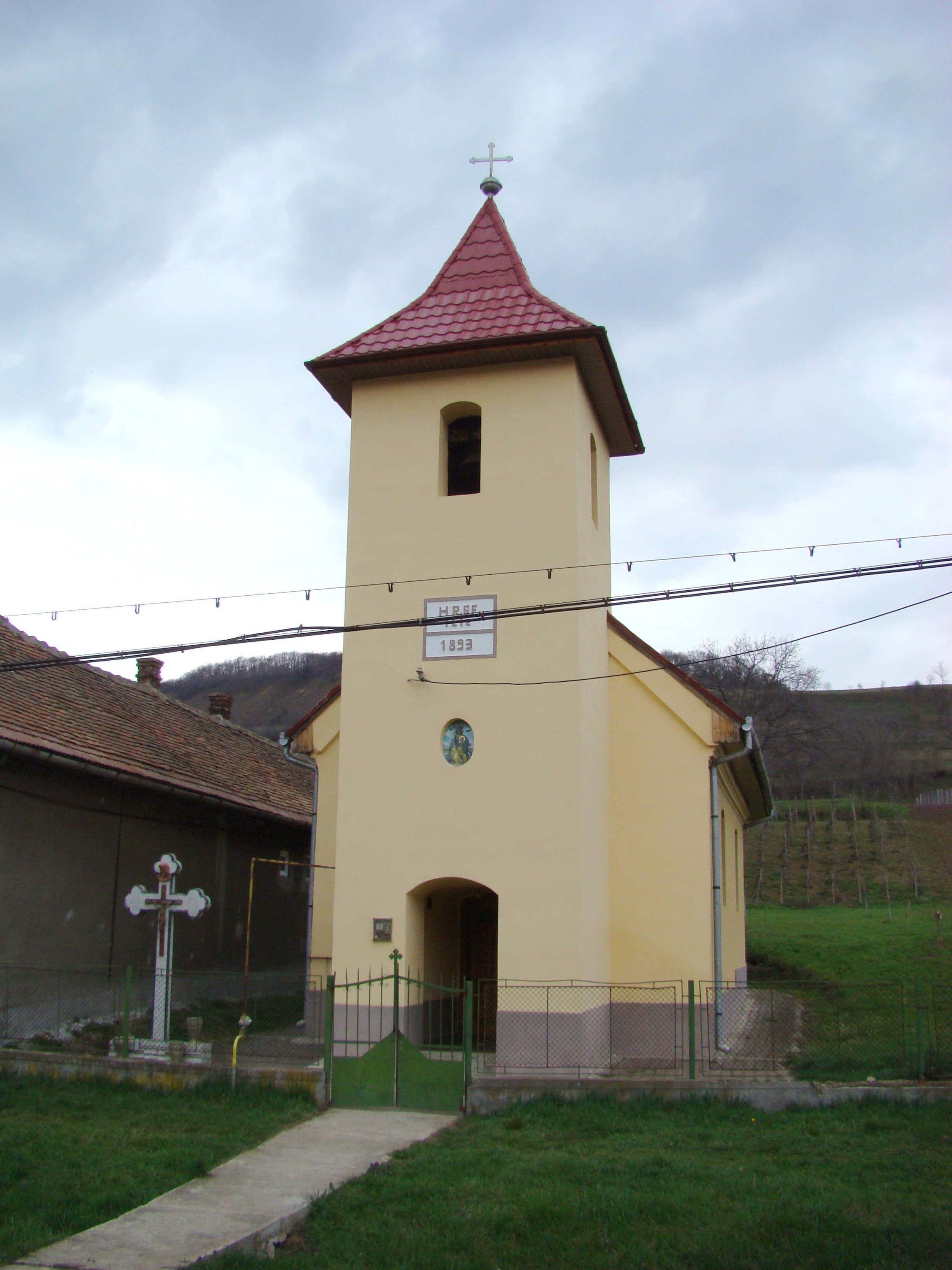
Biserica greco-catolică cu hramul „Sfântul Ilie” (1893)
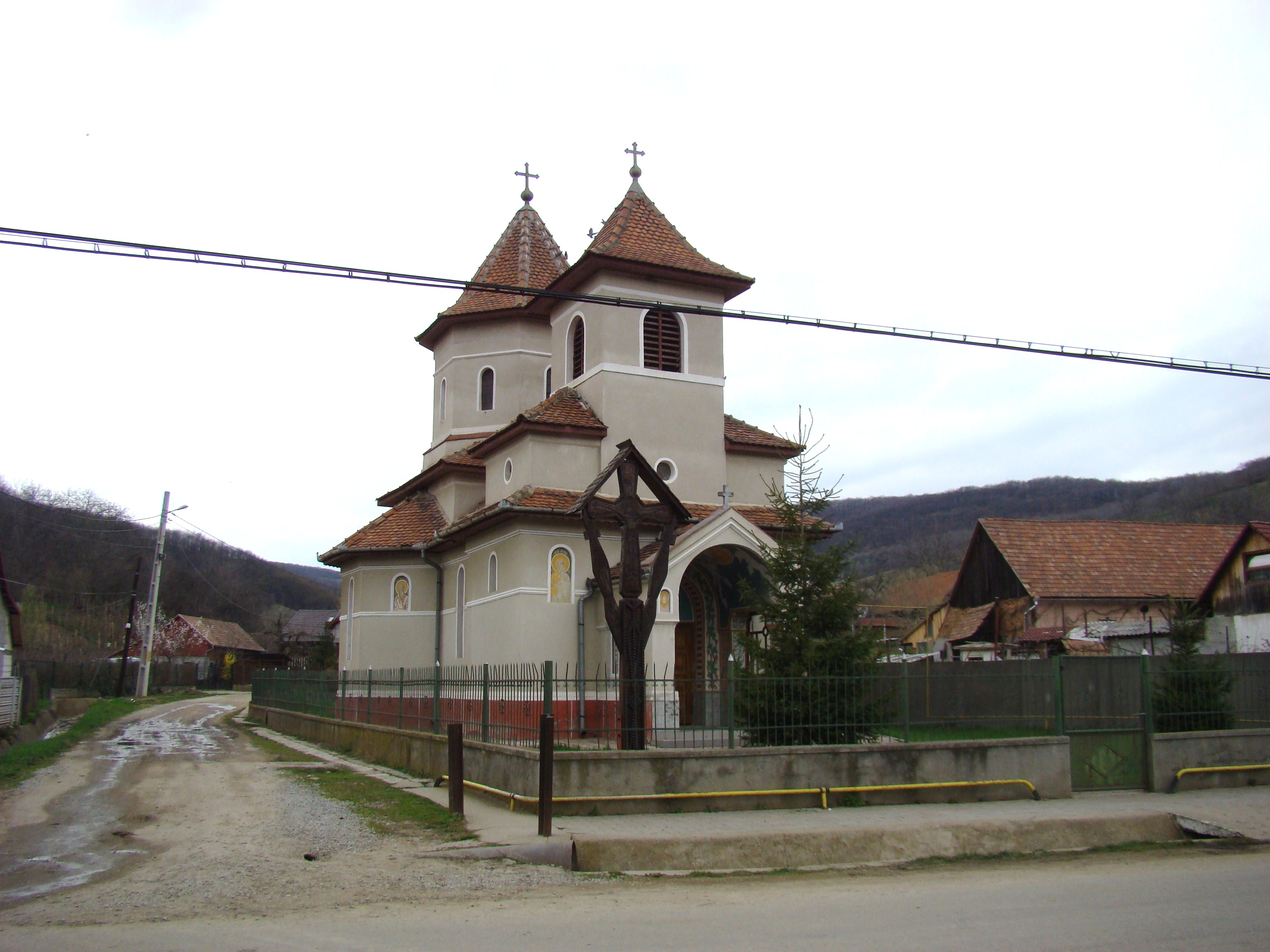
Biserica ortodoxă „Schimbarea la Față”
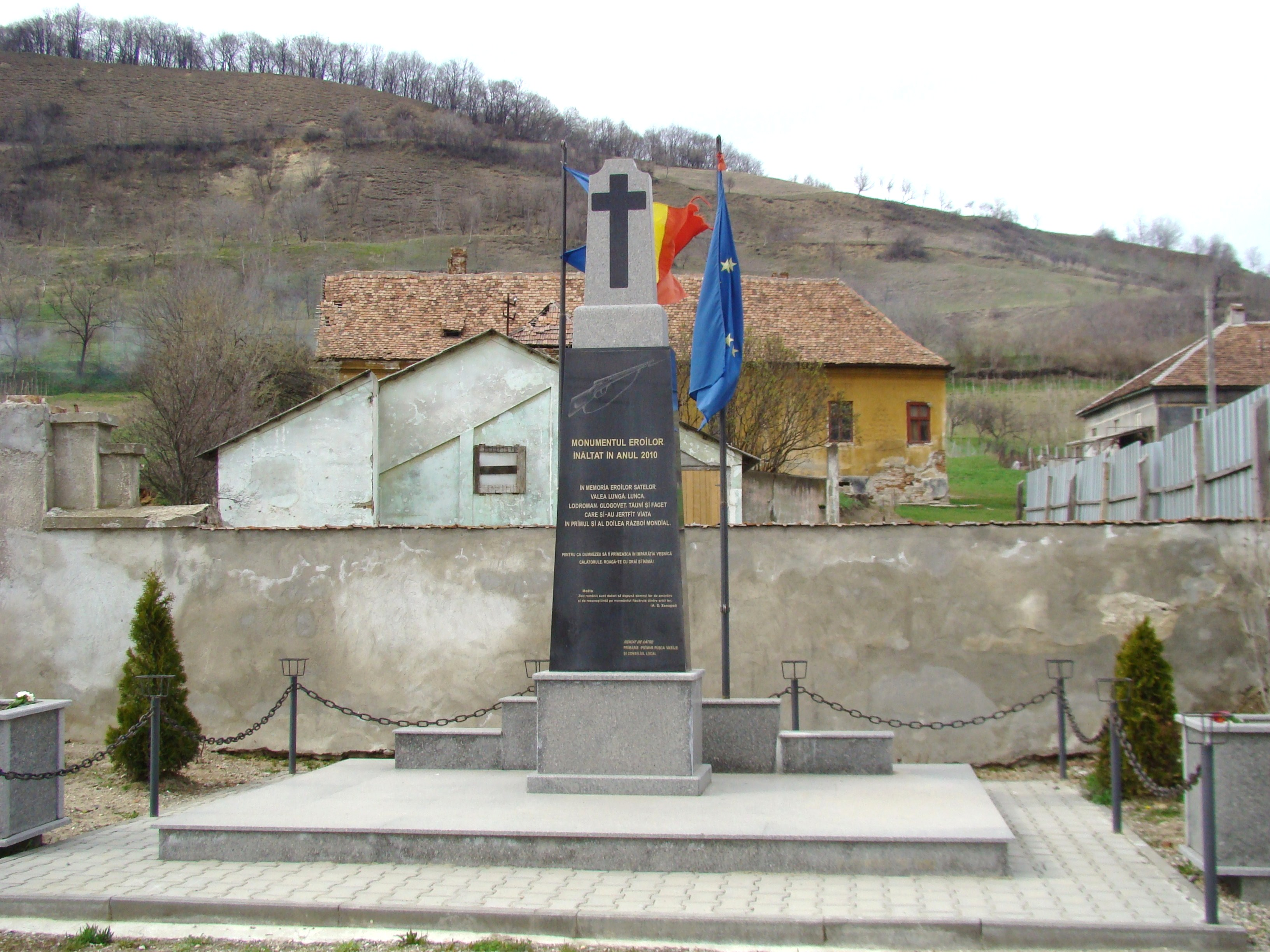
Monumentul Eroilor
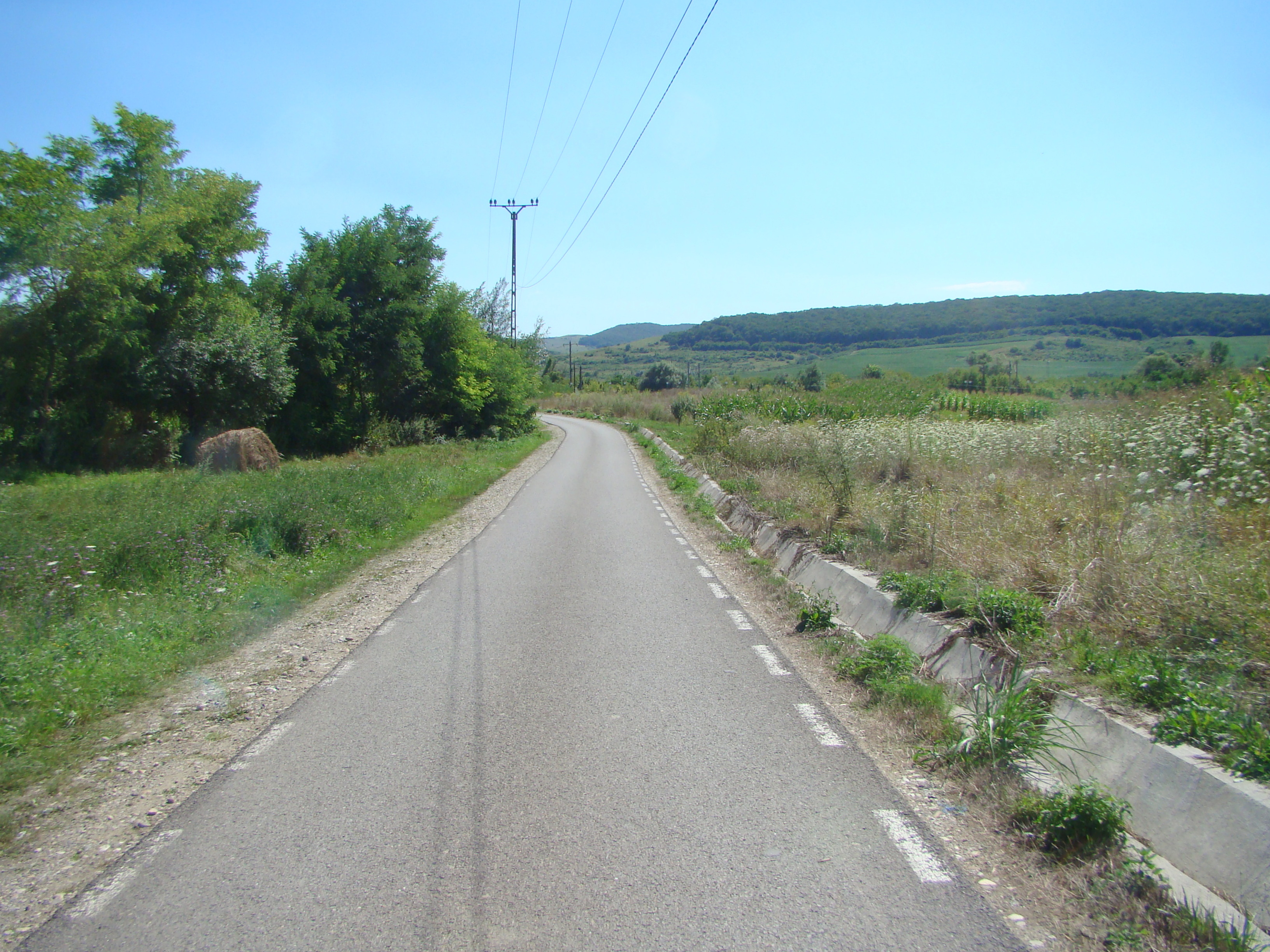
Drumul spre satul Glogoveț
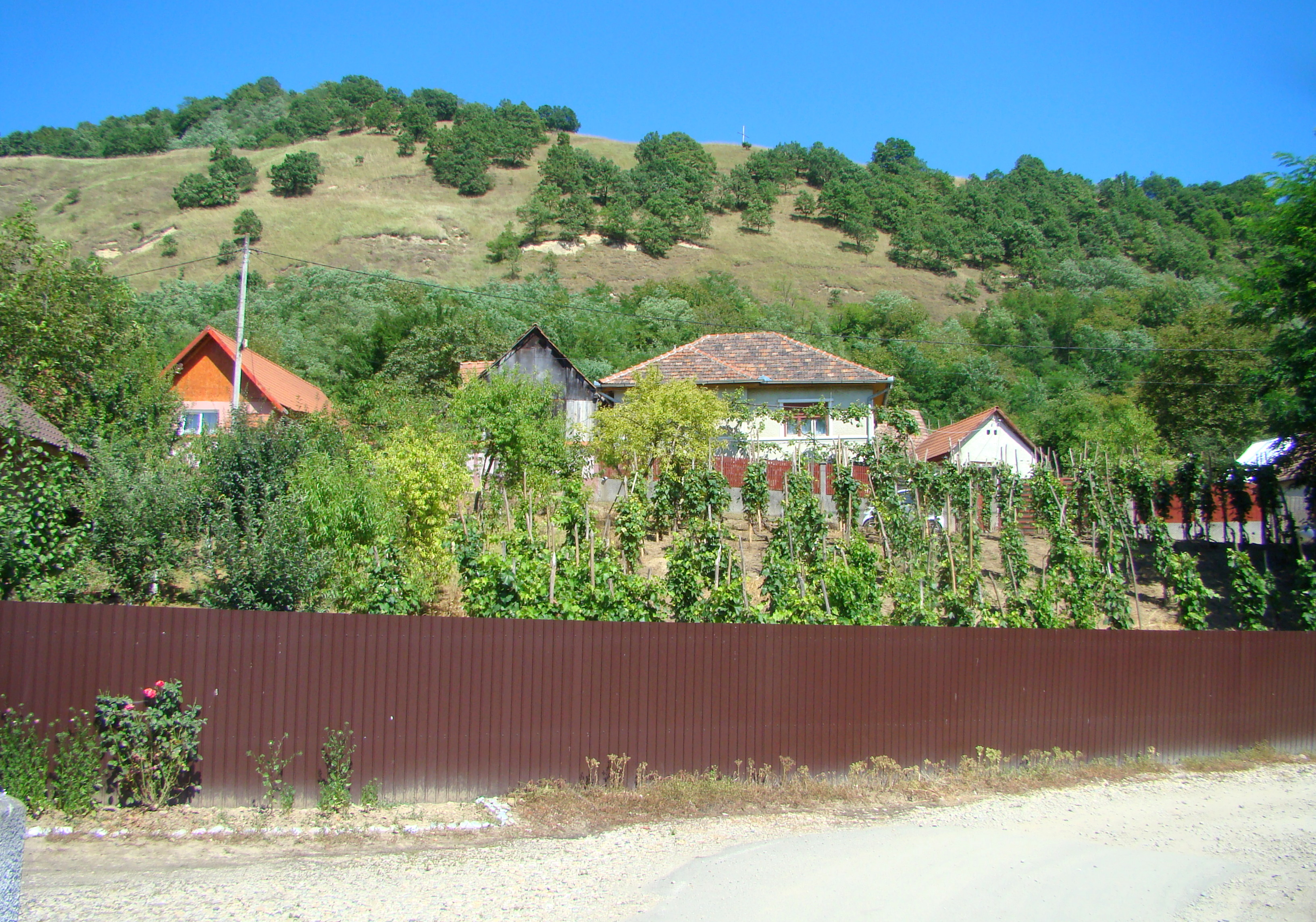
Glogoveț
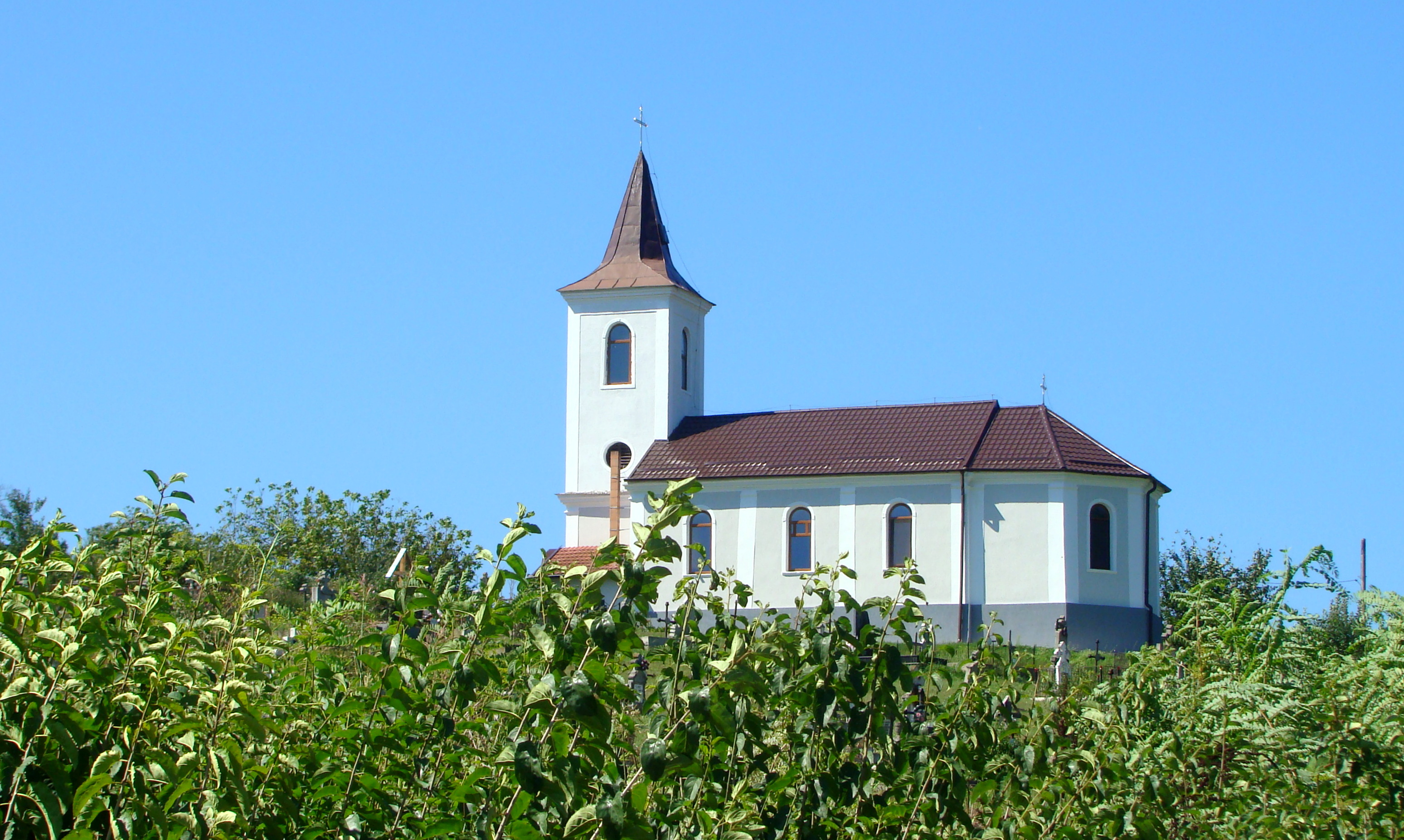
Biserica Sfântul Vasile cel Mare
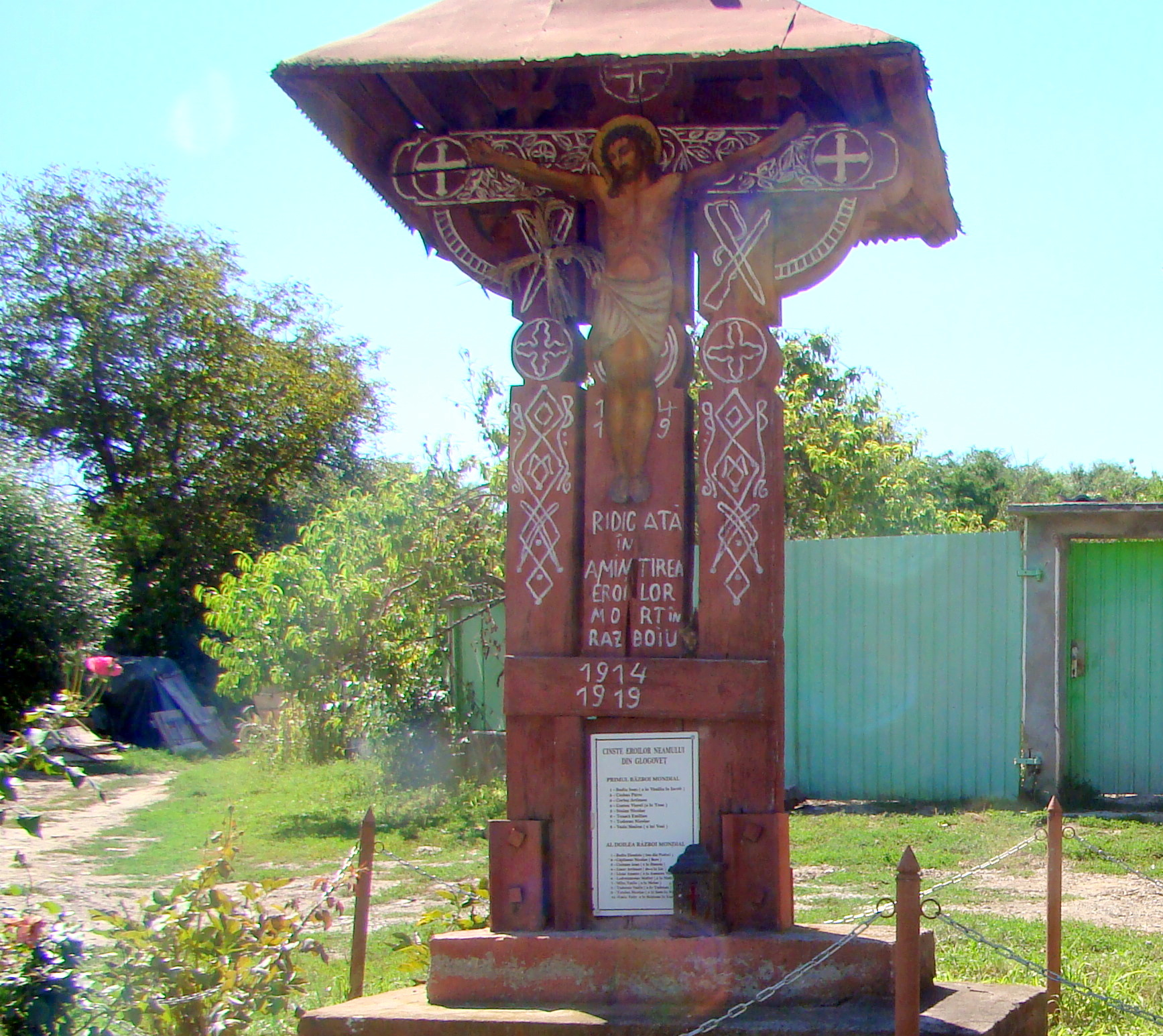
Monumentul Eroilor
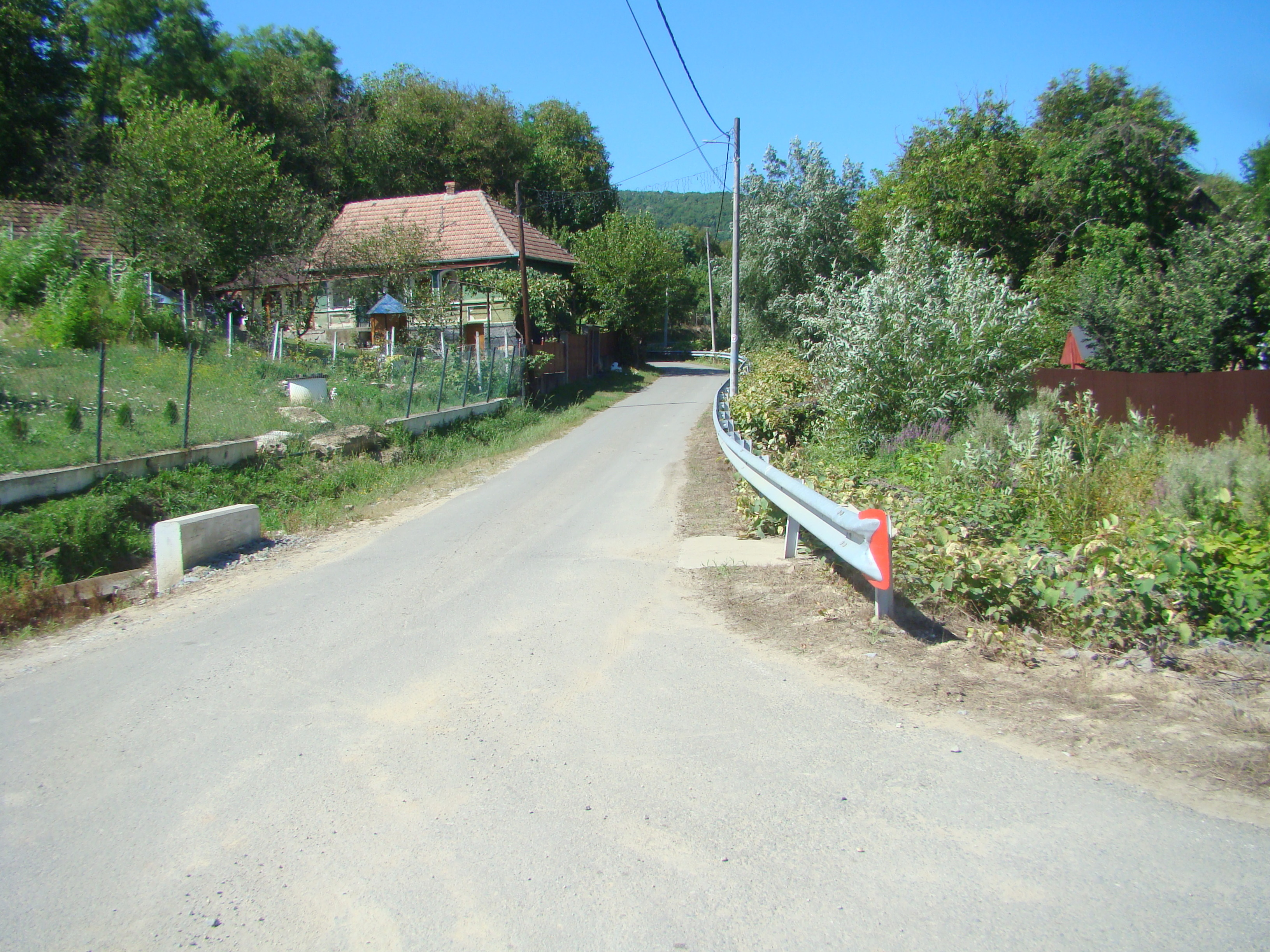
Glogoveț
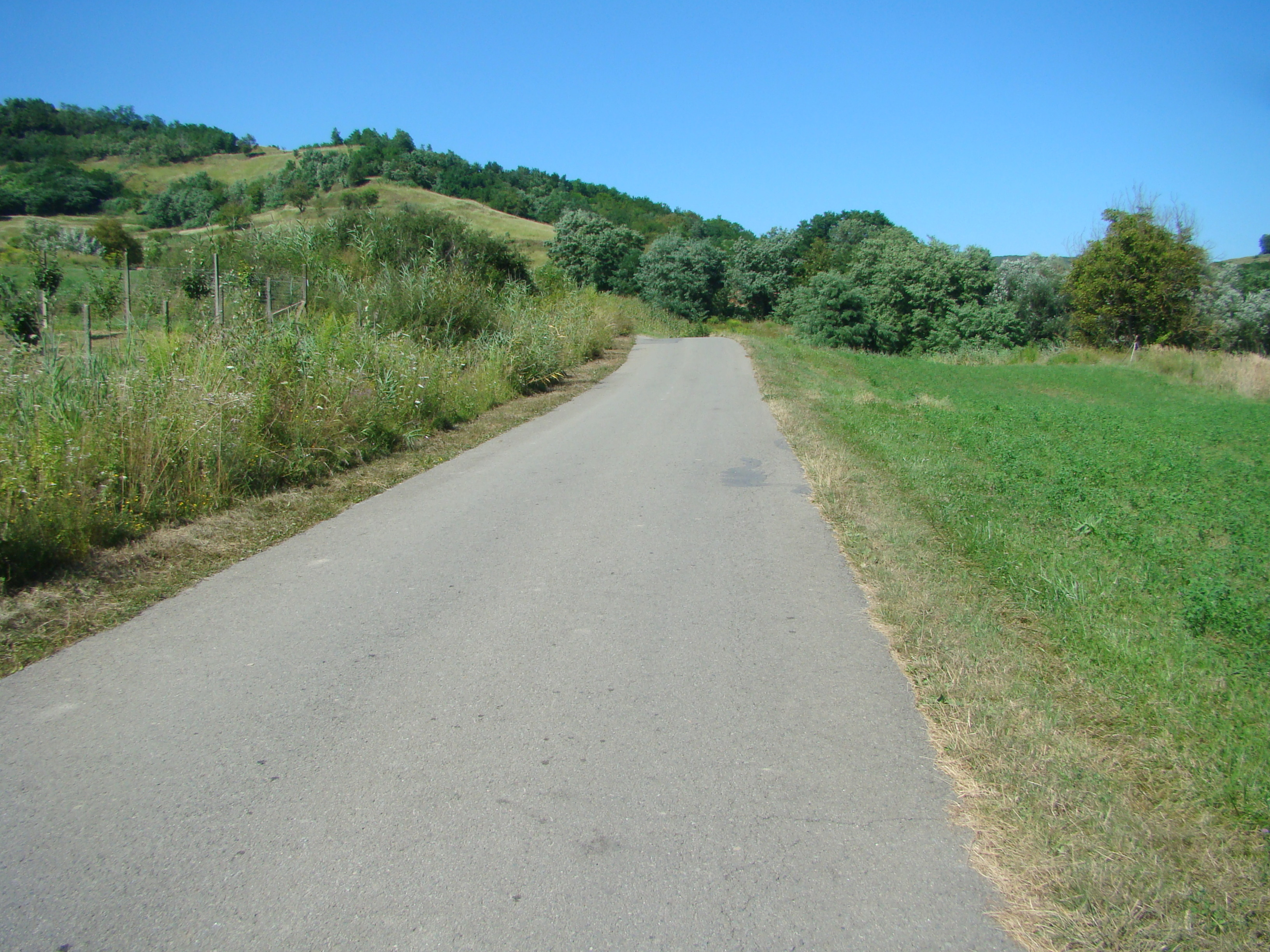
Drumul spre satul Lodroman
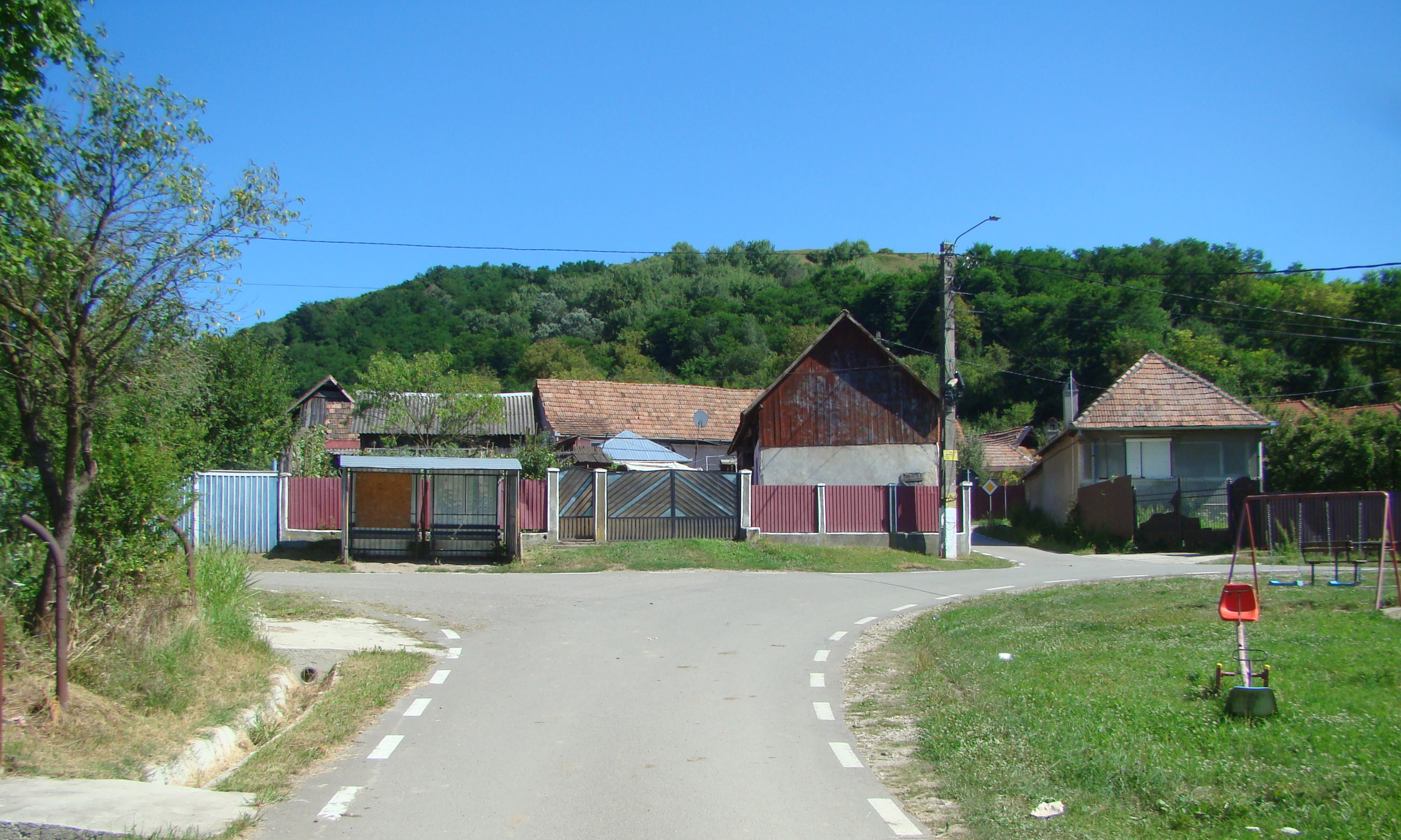
Lodroman
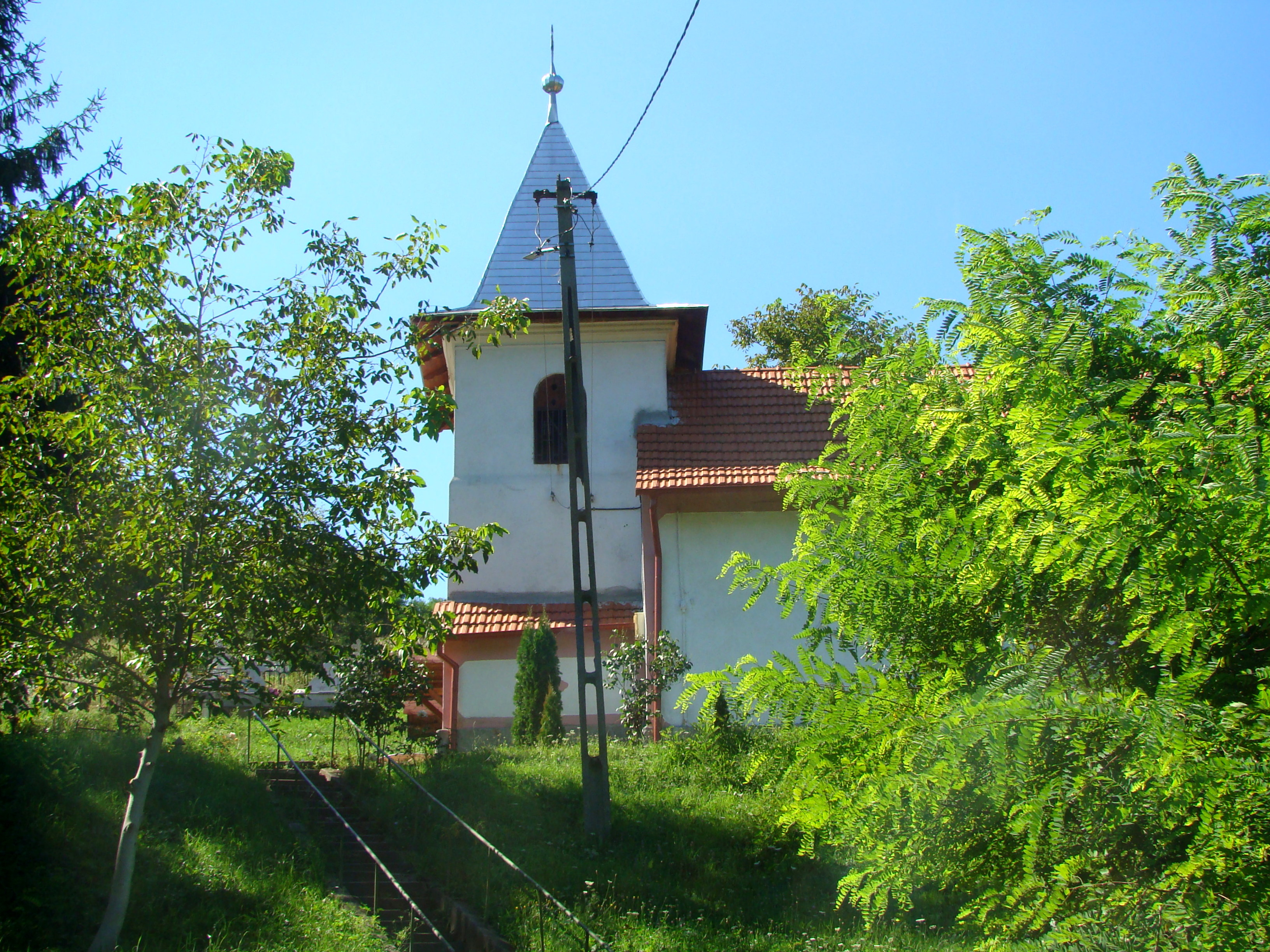
Biserica ortodoxă ridicată în anul 1936, pe locul uneia vechi din lemn
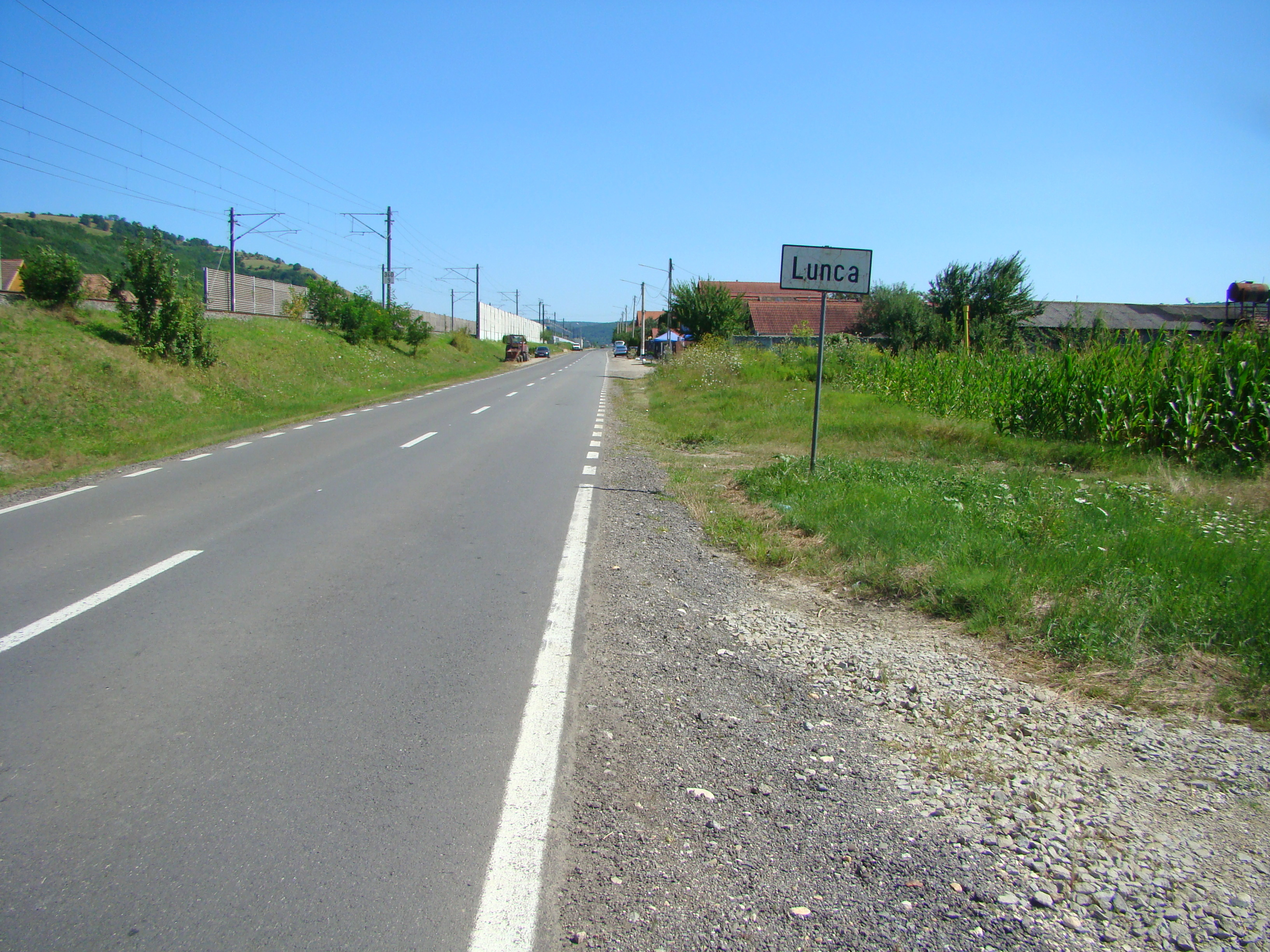
Lunca
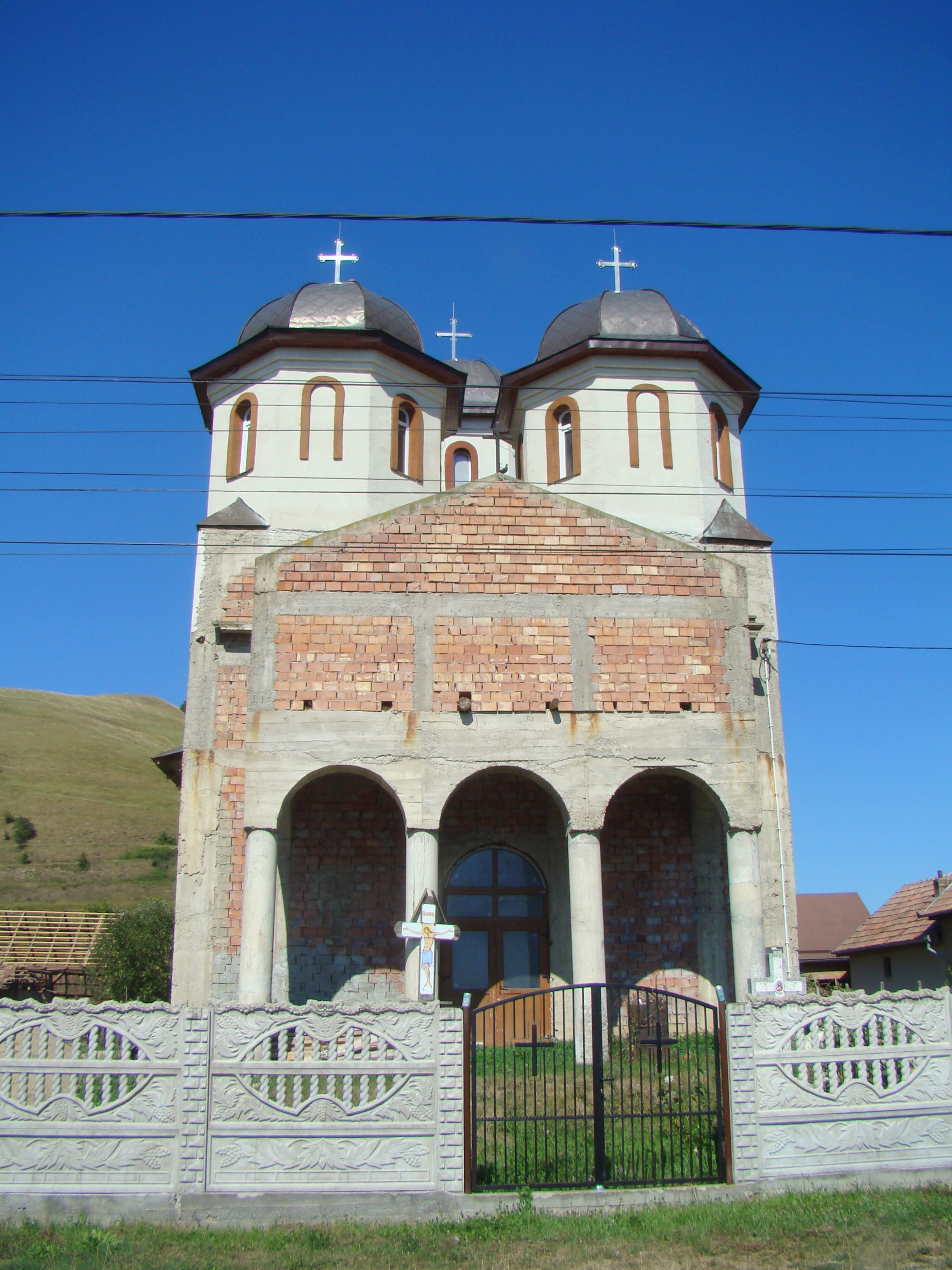
Biserica ortodoxă nouă (în construcție)
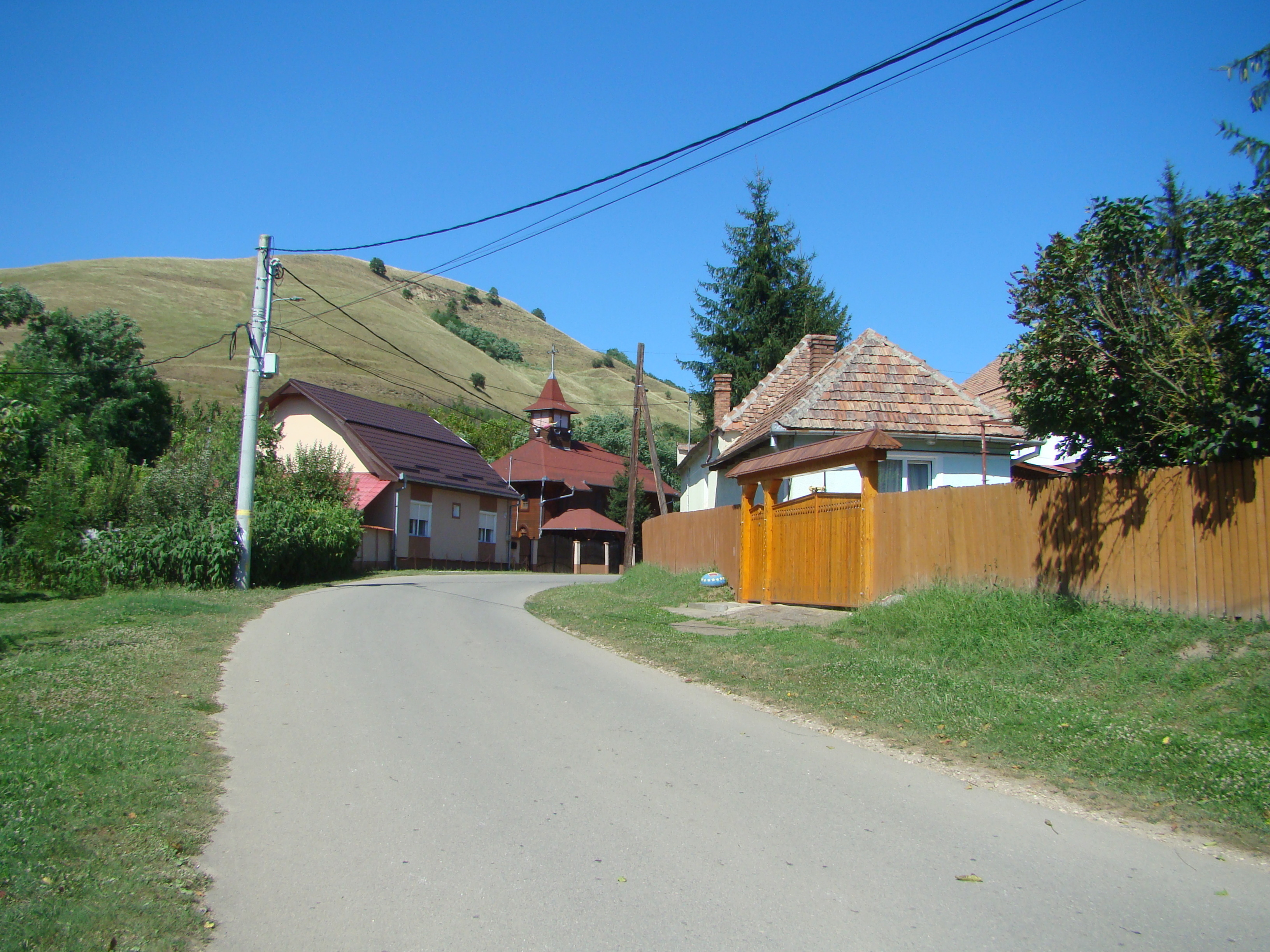
Lunca